# Monitorització del Smart Worker
La monitorització de l'Smart Worker consisteix en un seguit de processos i mètodes que permeten recopilar informació dels treballadors de diferents camps en temps real. Aquest és un concepte en expansió, i per tant, cada dia apareixen noves aplicacions.

## Introducció
La Indústria 4.0 és un sistema tècnic-social que reconfigura la relació entre els treballadors i les empreses, així com entre la tecnologia i els sistemes de producció. Aquesta transformació implica que cal una integració important de les tecnologies de la comunicació. Aquests canvis s'han produït en molts àmbits, però aquí l'àmbit que ens interessa fa referència a quin és el nou tipus de control (en el sentit específic del seguiment) que es pot exercir sobre el treballador.
Aquest és un camp que avui dia encara es considera experimental, puix que molts dels prototips encara no s'han posat a prova. No obstant, en línies generals, tots els projectes tenen característiques comunes. El primer aspecte que caracteritza aquest ús de la tecnologia és el programari. Aquest tipus de tecnologia es caracteritza per interconnectar l'electrònica, els embedded Systems i la connectivitat. El conjunt d'aquests conceptes és el que es coneix com a sistemes ciberfísics i que són essencials en l'Internet de les Coses (IoT). El segon aspecte característic és el model analític que s'aplica a les dades recollides pel software-hardware, i que es defineix com a Big Data. Aquest és un element clau perquè permet automatitzar la presa de decisions.
Per tant, tenim una nova etapa en la indústria en què els sensors, les màquines, els components i els sistemes informàtics estan connectats al llarg d'una cadena de valor de manera que els sistemes connectats interactuen entre ells utilitzant protocols estàndards de comunicació i internet per analitzar les dades, preveure errors, configurar-se a si mateixos i adaptar-se a possibles canvis. Dit d'una altra manera, la indústria 4.0 permet la interconnexió entre els dispositius, la maquinària i les instal·lacions amb els sistemes digitals.
En un entorn en que les barreres entre les persones i la tecnologia es difumina és on s'emmarca el concepte de Smart Worker i la seva monitorització. El fenomen d'incorporar la tecnologia en el seguiment de les diferents dimensions del treballador és cabdal.

## Finalitats
Quins són els principals motius que poden portar una empresa a considerar la monitorització de l'Smart Worker? Tot i que es podrien considerar més finalitats de les explicades a continuació, es consideren les següents dimensions com les mes rellevants: la prevenció de riscos, la millora de l'eficàcia i el control del treballador.

### Prevenció de riscs laborals
La llei 21/1995 de Prevenció de Riscos Laborals (del govern espanyol) estableix en l'article 14 que
“els treballadors tenen dret a una protecció eficaç en matèria de seguretat i salut en el treball”.
En l'article també es diu que
“l'empresari desenvoluparà una acció permanent de seguiment de l'activitat preventiva per tal de perfeccionar de manera continua les activitats de identificació, avaluació i control de riscos que no s'hagin pogut evitar i els nivells de protecció existents i disposarà del necessari per l'adaptació de les mesures de prevenció”.
En l'article 15 també es comenta que s'ha de
“tenir en compte l'evolució de la tècnica”.
Tot això juntament amb la idea que els avenços informàtics i tecnològics que es produeixen cada dia en tots els aspectes de la nostra vida tenen una gran influència en l'àmbit laboral, ja que són un mecanisme per millorar la qualitat i l'eficàcia dels productes, els serveis, però també, de com es realitza el treball i quin control s'exerceix sobre aquest procés, ens porta a la conclusió de que hi ha la necessitat d'utilitzar les noves tecnologies per exercir una prevenció activa, és a dir, adoptar mesures preventives de forma activa i en temps real.
Aquest és el punt on la prevenció de riscos laborals i les noves tecnologies s'enllacen per dotar el concepte de Smart Worker Monitoring del seu sentit principal. Podem entendre aquest concepte com l'ús de sistemes d'automatizació per tal de garantir la seguretat, tant pel treballador com per l'empresari.
Segons les dades del Ministeri de Treball, a Espanya l'any 2017 es van produir 503749 accidents durant la jornada laboral. Això suposa un increment del 5.3% respecte a l'any 2016.
En el gràfic podem observar l'evolució dels accidents laborals (en el lloc de treball i en itenere). Veiem que aquesta és ascendent, per tant, encara hi ha molt marge de millora per tal d'intentar revertir aquest augment.
La monitorització de l'smart worker permet fer front al problema des de diferents punts:
- Control de la seguretat del treballador en directe. Això permet sistemes per avisar d'una possible situació de perill, així com tractar una emergència més eficaçment (Security monitoring).
- Anàlisi de les situacions potencialment perilloses en el lloc de treball. Això permet corregir o millorar la seguretat prèviament (Security monitoring i Exposure monitoring).
- Control de l'estat de salut del treballador. Permet tenir coneixement sobre si el treballador està capacitat per realitzar la seva feina (Health monitoring).
- Localització del treballador davant de situacions problemàtiques que facilita actuacions més ràpides (GPS tracking).[4]

### Control dels treballadors
El control dels treballadors és un dels punts que pot causar conflicte dins de la monitorització, ja que caldrà analitzar quines línies són permeses legalment en cas d'haver-hi una legislació pertinent. No obstant, és possible que en el futur sigui un dels punts clau, ja que per una empresa és important tenir la seguretat de que els treballadors realitzen les tasques assignades sense ser necessària una vigilància física constant.
Cada vegada és més freqüent trobar feines que permeten la flexibilitat de treballar des de casa o en que el mitjà més important és el cotxe. Sent així, cada vegada pren més rellevància poder situar el treballador (gps tracking) i poder avaluar la seva productivitat (production monitoring). De fet, de molts anys ençà, aquest tipus de control ja s'exerceix digitalment en àmbits com el control horari (per exemple, en el registre digital de l'empremta dactilar per computar els horaris dels treballadors).
Un altre camp on aquest control fa anys que s'exerceix, i amb el temps s'ha actualitzat, és el cibercontrol, el qual consisteix en assegurar que els treballadors fan un bon ús dels recursos digitals de l'empresa (security monitoring).

### Eficàcia
Quan parlem d'eficàcia en indústria 4.0 és necessari introduir el concepte “Overall Equipment Effectiveness” (OEE). Consisteix en implementar software principalment en una cadena de producció (tot i que seria aplicable a altres aspectes) per recopilar informació sobre tres ràtios organitzatius: la disponibilitat, l'eficiència o rendiment i la qualitat dels productes. Principalment aquest terme s'utilitza per millorar el control sobre la maquinària, però si l'extrapolem al treballador també li trobem sentit. Actualment existeixen diferents tecnologies que permeten reunir característiques dels treballadors per tal de millorar la seva productivitat i el rendiment mitjançant una optimització en temps real de la producció (production monitoring). A tall d'exemple genèric, i sense més rellevància que ser il·lustratiu, un camp interessant on pren importància la monitorització seria en una cadena de muntatge on els treballadors es desplacen per diferents punts de l'espai. El fet de conèixer el nombre de passes (seguiment de les petjades en les variables de quantitat, profunditat) permetria optimitzar la disposició dels elements de la fàbrica, així com conèixer si els treballadors aixequen massa pes.
Per tant, l'eficàcia és una finalitat que resulta interessant per ambdues parts: per una banda, l'empresa a l'esdevenir més eficaç pot millorar els seus beneficis, i per l'altra, el treballador pot exercir les seves tasques d'una manera més adequada.

## Intruments
El Smart Worker està present, encara que no ens adonem, en molt aspectes de la nostra vida quotidiana.
Aquesta “eina” ens permet treballar, estudiar, viure, etc. d'una forma més senzilla i pràctica el dia a dia.
Alguns exemples de serveis on puguem monitorar l'Smart Worker podrien ser algunes aplicacions pel telèfon mòbil, el Big Data (on és un dels elements més importants), productes relacionats amb la seguretat i/o espionatge (Spyware) i fins i tot alguns productes com els gadgets sensorials (altaveus, projectors, etc.)

### APPS
Les apps són un dels exemples més clars de la tecnologia utilitzada per la monitorització de l'Smart Worker. En diferent mesura, totes les persones que utilitzem qualsevol dispositiu (ordinadors, smartphones, tablets…)  per al treball del dia a dia recorrem al Smart Worker.
Actualment hi ha milers d'aplicacions per a tot tipus de dispositius i, moltes d'aquestes, tenen la mateixa finalitat i competeixen per ser les més utilitzades. Saber escollir entre les aplicacions que millor s'adapten al treball diari és el que ens transforma en Smart Worker.
Hi ha molts tipus d'aplicacions que utilitzen la idea del Smart Worker: aplicacions que serveixen per organitzar-te millor el temps, aplicacions que t’ajuden a estalviar diners, aplicacions per comprar de manera intel·ligent…
És clar que cada cop tenim a l'abast més eines per treballar de manera intel·ligent, tot i així, sempre caldrà donar-los un bon ús.

### Gadgets sensorials
Són moltes les tecnologies que tenim al nostre abast actualment, i encara són més les que tindrem en un futur fins i tot no gaire llunyà. És clar que, com més innovadores i avançades siguin aquestes tecnologies, més ús faran dels Smart Workers.
Això és degut al fet que arribarà un punt que els humans no serem capaços d'administrat tota la tecnologia que tindrem a les nostres mans i probablement ho haurem de deixar en mans de les eines autosuficients.
Un exemple d'aquestes tecnologies són els anomenats gadgets sensorials, que són un cas clar de la utilització i la monitorització dels Smart Workers.
L'exemple més clar d'aquesta tecnologia és el gadget anomenat Ultrahaptics.
Es tracta d'un gadget sensorial dissenyat per un grup de la Universitat de Sussex als Estats Units que ens permetrà, en un futur no gaire llunyà, podrà percebre el tacte d'una persona com si estigués amb ella a milers de quilòmetres. Això és possible gràcies a un sistema de pulsos d'aire que, amb descàrregues de petites i intenses ràfegues d'aire, permet sentir les mateixes sensacions i emocions que si tingués aquella persona al costat.

### Big Data
El Big Data fa referència a una gran quantitat de dades, estructurades o no, que reben les empreses. El principal ús del Big Data és el d'estudiar les dades rebudes amb la finalitat de prendre millors decisions de cara al futur de l'empresa.
Doug Laney, un analista distingit a l'equip de recerca de dades de Gartner, va escriure un article en el qual separava el Big Data en tres conceptes: Volum, Velocitat i Varietat (les tres V).
- Volum: Dins el Big Data és important tenir una gran quantitat de dades amb les quals poder treballar. Aquestes dades poden venir des de xarxes socials fins a sensors.
- Velocitat: La velocitat a la qual es reben les dades i es tracten per obtenir resultats de cara al futur és molt important, ja que això li permet a les empreses prendre decisions més ràpid.
- Varietat: La varietat fa referència als diversos tipus de dades disponibles. Avui dia es presenten nous tipus de dades no estructurades com fitxers de text, àudios, vídeos, imatges, etc. Aquests tipus de dades han de ser processats de manera diferent per poder obtenir significat i habilitar les metadades.

### Spyware
Dins del món del Big Data l'Spyware és un programa informàtic que recopila dades d'un ordinador o d'un xip instal·lat en qualsevol aparell electrònic sense que el propietari sigui conscient. Aquests programes normalment utilitzen la informació recopilada per suggerir articles de compra que encaixin amb l'edat, sexe i ètnia de la persona afectada. A diferència d'un virus, un spyware té una finalitat més comercial, intentant utilitzar la informació adquirida il·legalment per poder vendre productes que els usuaris puguin estar buscant en comptes d'intentar esborrar dades o destruir el sistema operatiu tal com intenten els virus informàtics.

## Tipus de tecnologia per a la monitorització de l'Smart Worker
En aquest punt s'expliquen diferents àmbits on podem trobar l'ús de la tecnologia per monitorar els treballadors. Per fer-ho de manera concreta, s'ha considerat interessant introduir exemples concrets.

### GPS tracking
Ja sigui per raons operatives o per seguretat, a vegades és beneficiós per les empreses saber on estan els seus empleats quan treballen lluny d'una base fixa.
Una solució per saber on estan els empleats és l'ús d'aplicacions mòbils, dispositius intel·ligents o tecnologia portàtil. Com a exemple de tecnologia portàtil trobem un polsador que aniria connectat al mòbil via bluetooth; que simplement prement-lo s'envia una alerta.
El seguiment de la ubicació dels empleats es pot utilitzar per diversos motius, ja siguin operatius o de seguretat entre altres:
Per motius d'administració:
- Seguiment de la ruta d'entrega i del progrés d'aquesta.
- Moure empleats mòbils d'un lloc a un altre i assignar-los-hi treballs propers.
- Gestió d'hores extres
- Revisió de comptes.

Per motius de responsabilitat:
- Fer un seguiment de si els empleats estan treballant en l'horari correcte.
- Assegurar que els empleats no violen les lleis de trànsit, com els excessos de velocitat.

Per motius de seguretat del treballador remot i solitari:
- Aquest últim motiu és aquell en el qual més se centren les empreses, ja que hi ha molts beneficis per aquest tipus de treballadors. De fet un estudi realitzat al Regne Unit afirma que en el 49% de llocs de treball d'aquest tipus, existeix un gran risc de caigudes; ja sigui d'una gran altura o ensopegui amb algun cable o altres perills. Les caigudes poden causar lesions greus i saber on i quan succeeixen fan que les empreses puguin enviar assistència mèdica immediata de manera que la gravetat de les lesions sigui la menor possible.

Per tal de poder actuar, els dispositius amb millor rendiment són les alarmes ManDown les quals utilitzant un acceleròmetre o un sensor de desactivació poden detectar un canvi de posició, una falta de moviment o un impacte sobtat.
Per detectar-ho és poden fer servir polseres intel·ligents que utilitzen un acceleròmetre per detectar un impacte sobtat o aplicacions mòbils que en comptes de detectar un impacte sobtat detecten el no-moviment utilitzant l'acceleròmetre dels telèfons, i en cas de no detectar moviment durant 10 minuts s'envia una alerta al monitor per verificar l'estat del empleat.
Qualsevol empresa que contracti treballadors remots o mòbils por beneficiar-se del ús d'un sistema de seguiment; els empleats més comuns que poden estar equipats amb aquesta tecnologia són:
- Conductor de vehicles pesats, missatgers i taxistes.
- Empleats de guàrdia com enginyers, inspectors i reparadors.
- Empleats mòbils com venedors  o personal de seguretat.
- Treballadors solitaris com agents immobiliaris, personal de la comunitat o visitadors de salut.

Existeix un conflicte amb aquesta tecnologia, ja que molts treballadors es preguntes, és legal la localització dels empleats? El seguiment de la ubicació dels empleats mentre treballes és completament legal. No obstant, és il·legal rastrejar la ubicació dels empleats fora d'hores de treball sense consentiment i això pot portar a accions legals contra l'empresa. Arxivat 2018-11-21 a Wayback Machine.

### Health monitoring
El Health Monitoring, que pot ser entès com el seguiment sanitari, és un sistema que es fa servir per poder detectar canvis de salut en la persona monitoritzada. Aquest sistema pot ser molt útil per algunes empreses a l'hora de detectar certs tipus de canvis en la salut dels treballadors que estan exposats a determinades substàncies.
Aquest sistema beneficia tant l'empresa que l'utilitza com el treballador en el qual s'aplica, ja que es poden detectar infeccions que poden ser perjudicials tant pel mateix usuari com pel producte amb el qual s'està treballant. El Health Monitoring pot ser aplicat en molts tipus d'empreses. Els exemples més clars serien les empreses on els treballadors manipulen aliments, els hospitals i centres mèdics, o empreses que es dediquin a la fabricació de productes farmacològics o sanitaris.

Un dels camps interessants on es pot aplicar aquesta tecnologia són els hospitals, puix que els seus treballadors són un dels sectors més exposats a accidents laborals relacionats amb les infeccions i les malalties. Degut al nombre i diversitat de pacients que s'atenen en un hospital la probabilitat que els treballadors es contaminen és molt alta. 
“Els riscos biològics que poden donar-se en hospitals i altres centres sanitaris són les infeccions produïdes per agents biològics patògens. 
Les infeccions es poden produir per via digestiva, per via respiratòria, per contacte dèrmic i per via parenteral. Les situacions de risc més comunes en els hospitals són aquelles en les quals durant la manipulació i la cura de malalts s'està en contacte a través de venes, instruments, sang, etc" Arxivat 2018-11-21 a Wayback Machine..
Les mesures preventives per aquests casos són moltes, però una de les més bàsiques consisteix en la higiene de les mans (ja que és el mètode més ràpid de transmissió) i el control dels accessos. Poc sovint, el personal de l'hospital utilitza guants tot el dia. Per aquest motiu, cal cercar mètodes que facilitin la prevenció de contaminació.

#### Systems and methods for monitoting health care workers and patients
La patent d'aquest sistema és propietat de Richard Deutsch
Aquest prototip consisteix en un sistema i mètode per fomentar el compliment de la higiene de mans en un entorn on els usuaris es mouen per diferents on cal la higiene per evitar la transmissió de bacteris. El funcionament bàsic consisteix en el fet que els usuaris portin un sensor de zona, el qual pot detectar diferents zones, i es capaç de computar les accions d'higiene de mans, així com realitzar registres temporals.
El tipus de tecnologia aplicada és un sensor que han de portar els treballadors.
Aquest prototip també ofereix la possibilitat d'integrar el sensor amb un dispositiu consistent en un dispensador de productes d'higiene. D'aquesta manera es pot avaluar la quantitat de líquid proporcionat.
Aquesta tecnologia com a aplicació de la monitorització de l'Smart Worker es pot configurar de manera que cada treballador tingui assignat un usuari de manera que es pugui fer un seguiment a temps real del treballador. Per tant, des de la recopilació remota de les dades es té coneixement de les zones en les quals ha estat al llarg del dia i si ha realitzat els procediments higiènics necessaris.
Es pot veure que aquest mètode de monitorització resulta una facilitat, però cal considerar els avantatges i els inconvenients. Els inconvenients més clars són el pressupost addicional que costaria la seva instal·lació i el funcionament de tot el prototip, a més de l'aprenentatge dels treballadors per saber com funciona. No obstant, l'avantatge principal és la prevenció del contagi d'infeccions o malalties.

### Exposure monitoring
Aquesta és la part de la indústria 4.0 que s'encarrega de controlar els nivells de radiació i/o agents químics als quals estan exposats els treballadors d'una empresa que treballi o manipuli components amb aquestes característiques.
Aquesta àrea de la indústria 4.0 beneficia a les dues bandes, empleat i empresari. la banda de l'empleat es beneficia sanitàriament tenint en compte que aquest tipus de monitoratge evita que l'empleat estigui en contacte amb agent nocius per a la salut. La banda de l'empresari surt beneficiada econòmicament, ja que aquest evita haver de pagar demandes i baixes dels emprat per culpa dels efectes perjudicials que provoca estar exposat a aquests agents nocius.
Això es pot aplicar a un elenc d'empreses molt ampli, ja que afecta molts sectors de la indústria. Exemples d'empreses a les quals els beneficia utilitzar aquesta àrea de la indústria 4.0 són: empreses de metal·lúrgia que treballen amb metalls tòxics, centrals nuclears, mines i fins i tot en empreses agrícoles que treballin amb pesticides.

#### Monitorització contínua de camps electromagnètics
Els camps electromagnètics poden ser generats per diverses fonts, des dels senyals Wi-Fi fins a les torres d'alta tensió. L'exposició continuada a altes freqüències de camps electromagnètics són perjudicials per a la salut. Segons el CEEM (Consell estatal d'estudiants de medicina), l'exposició als camps electromagnètics d'alta freqüència genera: Alteració del passatge de Calci per la membrana cel·lular, canvis en la permeabilitat de la membrana hemato-encefàlica, pèrdua de la capacitat citotòxica dels limfòcits, canvis en l'activitat enzimàtica intracel·lular, el que pot afectar la correcta reparació del dany en l'ADN, etc. Arxivat 2018-11-20 a Wayback Machine.
Avui dia l'exposició contínua a camps electromagnètics està regularitzada i segons la directiva 2004/40/CE del parlament europeu i del consell, al 2004 es declaren uns valors màxims als quals pot treballar un operari exposat a diversos camps electromagnètics. Valors límit d'exposició: camps estàtics: 40 mA / m2; baixes freqüències (50 Hz): 10 mA / m2; altes freqüències (300 GHz): 5000 μW / cm2.
Davant d'això, l'empresa Wavecontrol va desenvolupar un dispositiu per mesurar la freqüència dels camps electromagnètics a temps real, l'SMP2. Aquest dispositiu es capaç de mesurar el camp electromagnètic de banda ampla de DC fins a 40 GHz, analitzar espectralment les freqüències industrials des de DC fins a 400 kHz i fer mesuraments de camp estàtic.
El dispositiu és capaç de mostrar per pantalla en temps real la freqüència del camp electromagnètic mesurat, a més compta amb una selecció del límit d'exposició que et mostra, segons el mesurament que s'estigui realitzant, el màxim permès segons la directiva de la Unió Europea.
L'aparell permet la possibilitat de recol·lectar les dades dels mesuraments (resultats + posicionament GPS) automàticament a un centre de control web. Aquest control web permet fer anàlisi de llistats, taules i gràfiques juntament amb la generació d'informes i control remot. Aquesta és la part del dispositiu que permet fer el tractament de dades a gran escala (Big Data).

### Production monitoring
Un dels problemes principals que es troben les empreses és la impossibilitat de controlar tot el que succeeix a cada moment. Una de les alternatives utilitzades fins a l'actualitat és l'ús d'operaris encarregats de controlar que tot estigui correcte i això, tard o d'hora, acabava sent molt costós.
És per això que en els últims anys (tot i que han estat utilitzats per l'exèrcit nord-americà des del 1991) s'han començat a implementar els anomenats RFID (Radio Frequency Identification), els quals són, bàsicament, uns sistemes d'emmagatzematge i recuperació de dades que utilitzen etiquetes, targetes o transportadors RFID, els quals permeten transmetre la identitat de qualsevol objecte mitjançant ones de radio, com si portessin un codi de barres.
La tecnologia RFID s'aplica mitjançant una mena d'adhesius, en els quals s'incorporen uns petits dispositius que es poden adherir o incorporar a un producte, animal o persona, fet que permet tenir-ne informació en tot moment, gràcies a unes antenes que porten incorporades i que responen a peticions per radiofreqüència a través d'un emissor-receptor RFID.
Existeixen dos tipus d'etiquetes:
- Passives: no necessiten de cap mena d'alimentació elèctrica interna incorporada.
- Actives: necessiten alimentació elèctrica interna.

Aquestes etiquetes tenen molts avantatges davant d'altres tipus de codis bidimensionals com per exemple els codis de barres o els codis QR, ja que permeten etiquetar cada producte de manera única i individual. En els codis de barres, en canvi, tots els productes iguals tenen el mateix codi.
A més a més, aquests codis RFID ens permeten emmagatzemar dades de dimensions molt més grans i això ens permet conèixer moltes més característiques dels nostres productes o treballadors. En el cas dels treballadors podem conèixer la ubicació, els temps computat de treball, etc. En el cas d'un usuari, el qual pot anar canviant la seva ubicació, el codi RFID permet un gran avantatge: és possible llegir el codi sense tenir-ne visió directa, és a dir, es pot obtenir informació del treballador remotament. Una de les conseqüències d'això és l'avenç de poder obtenir moltes dades al mateix temps.
No obstant, aquesta tecnologia encara no és un possible model global, ja que pateix algunes carències que no en permeten el seu ús general, entre les quals és molt difícil seleccionar una radiofreqüència universal tant per sistemes actius com passius.Tot i així, és fàcil pensar que aquesta tecnologia serà un gran avanç tecnològic a nivell global en un futur no gaire llunyà.
Quan parlem de la monitorització de l'Smart Worker, trobem que en la unió del Bluetooth, l'Internet i la tecnologia RFID és possible realitzar el monitoratge de l'estat de producció d'una fàbrica. Això habilita el control i el domini de l'estat de la línia de producció i la cadena de subministrament (incloent matèries primeres i estats d'oferta/demanda) que permeten millorar la productivitat i reduir els costos de l'empresa.

Una òptima cadena de subministrament es defineix com 
“una xarxa d'instal·lacions i opcions de distribucions que realitzen les funcions d'adquisició de materials, transformació d'aquests en productes terminats i distribució eficient a tots els seus clients”
A cada empresa hi poden haver una o més cadenes de subministrament.
Normalment les empreses s'encarreguen de dividir aquestes cadenes de subministrament per tenir un control més precís de cada segment, fet que fa que tot el procés s'alenteixi.
Per aquest motiu, amb la tecnologia RFID, és possible controlar tots els processos com si fossin una mateixa secció, aconseguint un treball molt més ràpid i eficient. Aquest sistema és capaç d'aconseguir informació tal com què està passant, quan està passant i com està passant. Una conseqüència directa és la facilitat de tenir en compte aspectos que afavoreixen les decisions empresarials. Per tal que el sistema funciona convé que la informació es recopili en temps real.

### Security monitoring
La monitorització intel·ligent en l'àmbit de la seguretat del treballador consisteix en un procés automatitzat per recol·lectar i analitzar els indicadors de problemes potencials pel que fa als riscs que pot corre un treballador, o l'empresa en si. Quan parlem de la monitorització en aquest camp, podem enfocar-la des de dos punts de vista diferents: per una banda, parlem de mecanismes que testegen diferents paràmetres ambientals o contextuals per tal d'assegurar un ambient de treball propici per al treballador; per l'altra banda, ens referim a serveis de seguretat que utilitza l'empresa per tal d'assegurar els seus béns materials o immaterials.
Segons aquesta definició general, aquest tipus de monitorització pot ser utilitzada en una gran multitud d'empreses: des d'aquelles que realitzen treballs manuals, fins aquelles que s'han desenvolupat en el món cibernètic. Aquests sistemes tant beneficien al treballador com a les empreses.
De cara a contextualitzar aquest tipus de monitorització es descriuran dos exemples concrets que s'emmarquen dins del primer punt de vista: la seguretat del treballador.

#### Wearabe Technology located on workers helmet
La patent és propietat d'Engidi ®.
Segons el Reial decret 773/1997  del Govern d'Espanya un dels principals elements de protecció individual obligatoris en sectors com les obres públiques, la construcció, la mineria, indústries diverses, oficis que treballin amb foc, productes químics o qualsevol ambient susceptible a que hi hagi impactes, despreniments, explosions, i altres, és el casc. Davant d'aquesta necessitat l’emprenedor I. Massana ha desenvolupat un dispositiu únic al mercat que s'incrusta als cascos protectors per tal de prevenir els accidents i reduir la sinistralitat laboral. Segons el ministeri de Treball, la construcció és el sector on hi ha més sinistralitat laboral, i en el còmput total de les feines, la patologia més comuna són les contusions, amb un 16.94%. Davant d'això i de l'observació de la manca de control del personal van procedir a desenvolupar un dispositiu per localitzar cada empleat en el seu lloc de treball i rebre informació sobre seguretat i el compliment de les normes.
El dispositiu utilitzat s'anomena NGD-One  i s'ha construït a partir de múltiples sensors. Aquests sensors estan orientats al cap i poden ser de radiació, d'humitat, de temperatura, acceleròmetres o extensòmetres, entre d'altres. De fet, un element interessant d'aquest sistema és que en funció del context on vulgui utilitzar-se el casc es podran incorporar uns sensors o uns altres. El mòdul de connectivitat està basat en el sistema Narrowband IoT (NB-IoT). Aquest sistema s'utilitza per connectar a internet objectes quotidians que requereixen petites quantitats de dades durant períodes llargs de temps.
La finalitat és a tall d'unitat emissora en temps real, per indicar, per exemple, si el casc està col·locat, o l'evolució de la temperatura en dos instants de temps diferents. L'altre element important del dispositiu és el sistema de localització.
L'aparell pot col·lectar dades de check in i check out, d'ús correcte del casc, impactes i possibles caigudes, estrès tèrmic, altura en què es treballa i un botó d'alarma que avisa en temps real sobre la geolocalització del treballador en cas d'accident. Les dades s'envien al núvol, i l'empresa Engidi ofereix dades que es recullen i s'envien al client en forma d'estudi de la seguretat i la productivitat.
Totes les dades recollides poden consultar-se en una plataforma IoT que ofereix una visió global i completa sobre l'estat dels treballadors.

#### G7 wireless gas detector and lone worker monitoring system
Aquest monitor personal és propietat de Blackline Safety Corp. ™ .
En l'article 20 de la llei 31/1995 del 8 de novembre de Prevenció de Riscs Laborals i la Llei 2/1985 del 21 de gener, sobre Protecció Civil, s'extreu que es responsabilitat de les empreses tenir en compte les possibles situacions d'emergència que es puguin produir. S'especifica que cal establir plans d'emergència i evacuació davant de situacions perilloses. La finalitat d'aquesta exigència és tenir una resposta adequada davant de les emergències minimitzant el risc de pèrdues humanes i materials. És en aquest punt on el dispositiu que s'introduirà a continuació, prenent com a base la monitorització del treballador, podria esdevenir un element cabdal per suplir aquesta necessitat.
G7c  és un monitor personal que es pot configurar a gust de l'usuari, però en línies generals inclou: diversos detectors d'amenaça (concretament detectors d'exposició a gasos), un comunicador bidireccional, una alarma i un detector d'ubicació que transmet a un dispositiu remot. La companyia el defineix com ideal per aquells treballadors que realitzen la seva feina en solitari, i que per tant, no tenen ajuda immediata a prop. No obstant, podria ser utilitzat per a qualsevol treballador donades les seves característiques.
En termes generals, el funcionament d'aquest dispositiu és: en tot moment, l'usuari està localitzat mitjançant el detector d'ubicació. Per a la connexió s'utilitza la tecnologia 3G wireless. També de manera continuada, els sensors d'amenaça configurats per mesurar paràmetres ambientals o d'usuari van analitzant els paràmetres mediambientals (per exemple, la possible exposició a gasos nocius). Només amb aquestes dues característiques, el monitor permet una prevenció dels riscs, puix que permet associar possibles amenaces a ubicacions determinades. Tot i aquesta informació prèvia, en cas que en algun moment determinat els paràmetres s'excedeixin d'un rang predefinit, s'activa l'alarma.
Per tant, aquest monitor a part d'oferir paràmetres d'exposició a diferents gasos (pot analitzar diferents paràmetres com la concentració i la durada de l'exposició) i poder llançar una alarma en cas de detectar problemes (característiques que ja s'han comentat anteriorment en altres prototips), també és capaç de determinar un pla d'evacuació en resposta a l'activació d'una alarma. Aquest és el fet més característic. El pla d'evacuació es basa en diferents paràmetres, entre els quals trobem:
- Distància a una ubicació particular
- Proximitat d'altres individus que disposin del dispositiu
- Condicions ambientals de l'usuari
- Capacitat física de l'usuari
- Barreres físiques o impediments de l'usuari i/o el context
- Possibles amenaces

Quan s'activa un dels plans d'evacuació, s'estableixen dos paràmetres: per una banda una possible ruta de reunió, i per l'altra una ruta d'evacuació. Per tal de comunicar a l'usuari qualsevol d'aquestes opcions, el monitor personal està configurat per transmetre el pla d'evacuació a l'usuari proporcionant orientació de so i/o visual.